# Hermann Breiting
Hermann Breiting (24. Oktober 1804 in Augsburg – 4. Dezember 1860 im Hospital Hofheim in Riedstadt) war ein deutscher Opernsänger (Tenor).

## Leben
Breiting, Sohn eines Arztes, hatte ursprünglich in Erlangen studiert, wo er im Winter-Semester 1822/23 Mitglied der Erlanger Burschenschaft geworden war, und in Würzburg von 1823 bis 1826 Medizin, wo er 1823 Mitglied der Würzburger Burschenschaft geworden war, aber seine herrliche Stimme veranlasste ihn, zur Bühne zu gehen und 1825 in Mannheim als Titus in Mozarts Oper zu debütieren. 1827 gastierte er in München. Sein Ruf verbreitete sich schnell, Gaspare Spontini holte ihn 1828 nach Berlin und verpflichtete ihn auf sechs Jahre an der Königlichen Bühne, er musste aber wegen einer Nervenkrankheit seinen Vertrag bereits im Januar 1829 aufgeben.
Nach seiner Genesung gastierte er 1832 am Kärntnertortheater in Wien und wurde dann Mitglied der k. k. Oper; 1837 ging er nach Darmstadt, 1839 nach Petersburg, von wo er 1842 in seine Heimat zurückkehrte. Von hier besuchte er zweimal London, wo er allgemeinen Beifall in Prince’s und im Coventgardentheater erntete. Nach Darmstadt zurückgekehrt wurde er 1856, ähnlich wie Josef Staudigl erneut nervenleidend und so geisteskrank, dass er in die Irrenanstalt eingeliefert werden musste, wo er auch in völliger geistiger Umnachtung verstarb.
1848 war er mit Carl Johann Franz Josef Becker und Kapellmeister Wilhelm Intendant des Darmstädter Hoftheaters.
Seine Glanzrollen waren „George Brown“, „Masaniello“, „Fra Diavolo“, „Gustav“, „Robert“, „Eleazar“. Der „Ferdinand Cortez“ soll nie wieder mit gleicher Bravour und Genialität gesungen worden sein.